# François Louis Dorez
Pour l’article homonyme, voir Dorez.
 (avril 2016).
François Louis Dorez, né le 14 août 1696 à La Loupe et mort le 6 septembre 1739 à Valenciennes, est un céramiste français.

## Biographie
Deuxième enfant de Barthélémy Dorez et de son épouse Marie-Françoise Chevalier, François Louis Dorez voit le jour en 1700 à La Loupe, comme son frère aîné René Barthélémy Dorez.
Son père, ayant été nommé contrôleur des poudres de Flandre en 1709 et résidant au Moulin de Brébières, avait obtenu en 1710 l'autorisation de s'installer comme faïencier porcelainier à Lille avec son neveu Pierre Pélissier. Sa sœur Françoise est devenue associée en 1719, après le départ de Pélissier. Nommé en 1720 salpêtrier du roi pour la Flandre, Barthélémy Dorez confie sa manufacture à ses trois fils : René Barthélémy Dorez, François Louis Dorez et Martin Claude Dorez.
Après cette première expérience, François Louis décide de fonder sa propre manufacture et va s'installer à Valenciennes. Les comptes de la ville indiquent que son terme est échu pour deux années à Noël 1737, et qu'il doit la somme de 1200 livres pour le loyer de la maison où est établie sa manufacture, somme que subventionne la ville. Le 23 février 1739, la subvention est reconduite pour trois ans. Après sa mort dans le courant de la même année, sa veuve, Marie Christine Deleau, continuera à percevoir cette aide pour les années 1740 et 1741.

## Marques
Peut-être un « D », ou un « L » avec un « D » posé sur la patte du « L ».